# Mary Dolly Zé Oyono
Pour les articles homonymes, voir Oyono.
Mary Dolly Zé Oyono, née en 1963, est une athlète camerounaise, spécialiste des épreuves combinées.

## Biographie
Elle a notamment remporté une médaille d'argent en heptathlon aux Championnats d'Afrique de 1998.
Le 2 août 2002, elle est nommée entraîneur national des épreuves combinées.

### Palmarès
| Date | Compétition            | Lieu  | Résultat | Épreuve    | Performance |
| ---- | ---------------------- | ----- | -------- | ---------- | ----------- |
| 1998 | Championnats d'Afrique | Dakar | 2e       | Heptathlon | 5211 points |